# دین در کلمبیا
مدهب در کلمبیا (مرکز پژوهشی پیو ۲۰۱۴)

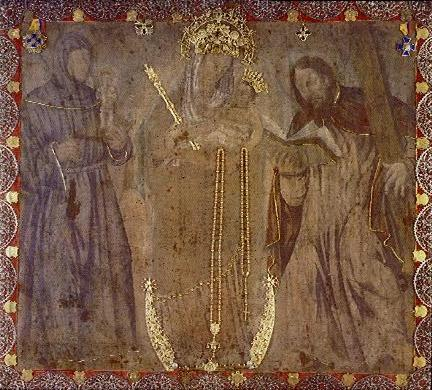
نمایی از تابلوی «بانوی ما رُزاری چیکینکیرا» مرتبط با قرن شانزدهم. «دوشیزه چیکینکیرا» قدیس حامی کلمبیا است. چیکینکیرا همچنین یک‌نقطهٔ اصلی زیارت‌گاه مذهبی در کلمبیا است.

دین در کلمبیا (انگلیسی: Religion in Colombia) به‌طور معمول به شاخه‌های متفاوت مسیحیت موجود در کلمبیا اشاره دارد که تابعی از فرهنگ استعماری اسپانیا و فرهنگ بومیان و آفریکو-کلمبیایی است.
قانون اساسی کلمبیا از سال ۱۹۹۱، وضعیت کلی کلیسای کاتولیک رومی را به عنوان کلیسای دولتی لغو کرد و شامل دو مقدمه برای آزادی عبادت است:
ماده ۱۳: کشور که شامل «همه مردم به صورت قانونی آزاد و برابر می‌شوند» و بر اساس جنسیت، نژاد، خانواده یا زبان، مذهب، عقاید سیاسی یا فلسفی تبعیض بر احدی اعمال نخواهد شد.
ماده ۱۹: که به صراحت آزادی مذهب را تضمین می‌کند. «آزادی مذهب تضمین شده‌است. هر فرد حق دارد آزادانه دین خود را داشته باشد و آن را به صورت جداگانه یا جمعی بیان کند. همه ادیان و کلیساهای مذهبی آزاد هستند.»
در سال ۲۰۱۴ ۷۹ درصد کلمبیایی‌ها کاتولیک رومی، سیزده درصد پروتستان، شش درصد بی خدا یا ندانم گرا و دو درصد پیرو سایر ادیان هستند.